# أوفه بولسين
أوفه بولسين (بالدنماركية: Ove Paulsen)‏ هو عالم الأحياء البحرية وعالم نبات دنماركي، ولد في 22 مارس 1874 في آرهوس في الدنمارك، وتوفي في 29 أبريل 1947 في كوبنهاغن في الدنمارك.